# Padarek (Lemahsugih)
Padarek is een bestuurslaag in het regentschap Majalengka van de provincie West-Java, Indonesië. Padarek telt 4939 inwoners (volkstelling 2010).